# Sepan cuantos

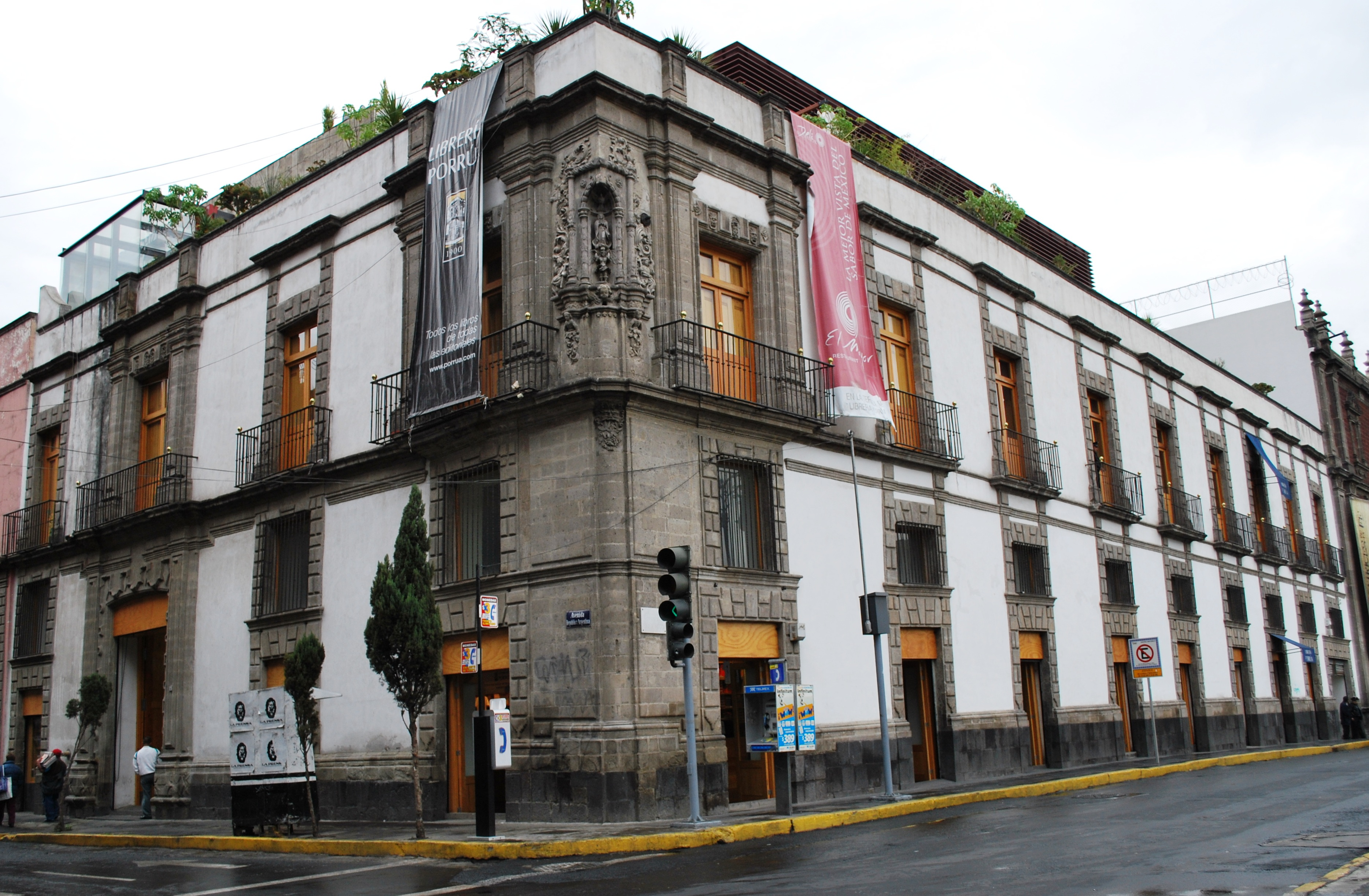
Librería Porrúa in Mexiko-Stadt

Sepan cuantos ist eine Buchreihe des mexikanischen Verlags Librería Porrúa.
Die Buchreihe ist den klassischen Werken aller Zeiten gewidmet und steht unter dem Motto „La cultura al alcance de todos“ (etwa: „Kultur für alle verfügbar“). Die seit 1963 erscheinende spanischsprachige Reihe ist eine symbolträchtige Sammlung in ganz Hispanoamerika/Lateinamerika geworden. Ihr Name wurde ihr von dem mexikanischen Dichter und Diplomaten Alfonso Reyes (1889–1959) verliehen. Kurz vor seinem Tod wollte er vom Verlag wissen, in welcher Sammlung die Ilias erscheinen würde, zu der er das Vorwort geschrieben hatte. Man soll ihm darauf geantwortet haben, an derselben Stelle, an der El Periquillo Sarniento von José Joaquín Fernández de Lizardi (1776–1827) im Jahr 1949 erschienen war, wofür es noch keinen Namen gab. Da taufte der Autor von La Cena (Das Abendmahl) sie Sepan cuantos… (deutsch etwa: An alle, die dies lesen …). Im Laufe ihrer Geschichte wurden in der Reihe weit über 700 Titel veröffentlicht, zu denen die großen Werke der Weltliteratur sowie Biografien, Essays, Briefe und historische Dokumente, politische Werke, Anthologien, Gedichte usw. gehören. Viele Schriftsteller, Historiker, Soziologen und Forscher haben dazu beigetragen. Die Vorworte vieler Bände dieser Sammlung wurden von Persönlichkeiten des Formates von Jorge Luis Borges, Sergio Pitol, Juan José Arreola und Salvador Novo, Miguel León-Portilla, Carlos Monsiváis, Américo Castro, Edmundo O’Gorman, Jorge Ibargüengoitia, José Emilio Pacheco und vielen anderen verfasst. Der Druck auf zweispaltig eingerichteten Seiten war eines der wichtigsten Merkmale der Reihe, die neueren Titel und Nachdrucke werden heute jedoch in einer einzigen Spalte veröffentlicht.

## Übersicht
Die folgende Übersicht hat zum Ziel, die in der Reihe enthaltenen Werke zu veranschaulichen, sie erhebt keinen Anspruch auf Vollständigkeit oder Aktualität. Gelegentlich wurde bei nicht-spanischen Titeln und Namen statt der spanischen Schreibung eine andere verwendet. 

### 1–100
- 1. Fernández de Lizardi: El periquillo sarniento[4] (Der krätzige Papagei)
- 2. Homero: La Ilíada (Ilias)
- 3. Payno Manuel:[5] Los bandidos de Río Frío[6] (Die Banditen vom Rio Frio)
- 4. Homero: La odisea (Odyssee)
- 5. Diaz Del Castillo, Bernal: Historia verdadera de la conquista de la Nueva España (Wahrhafte Geschichte der Eroberung von Neuspanien)
- 6. Cervantes, Miguel de: El ingenioso Hidalgo Don Quijote de la Mancha (Der sinnreiche Junker Don Quijote von La Mancha)
- 7. Cortés, Hernán: Cartas de relación[7] (Briefberichte)
- 8. Montes de Oca, Francisco: Ocho siglos de poesía en lengua castellana (Acht Jahrhunderte Poesie in kastilischer Sprache)
- 9. Cervantes, Miguel de: Novelas ejemplares (Beispielhafte Novellen)
- 10. Ruiz de Alarcon, Juan: Cuatro comedias: Las paredes oyen.[8] La verdad sospechosa. Los pechos privilegiados. Ganar amigos (Vier Komödien)
- 11. Esquilo: Las siete tragedias (Die sieben Tragödien) (Las suplicantes – Los persas – Los siete contra Tebas – Prometeo encadenado – Trilogía de Orestes. Agamemnón – Coéforas – Euménides)
- 12. Lope de Vega: Fuente ovejuna:[9] Peribáñez y el comendador de Ocaña. El mejor alcalde, el rey. El caballero de Olmedo
- 13a/b. Platon: Dialogos (Dialoge) (2 Bände)
- 14. Sófocles: Las siete tragedias (Die sieben Tragödien) (Ajax – Filoctetes – Electra – Traquinias – Edipo Rey – Edipo en Colono – Antígona)
- 15. Alighieri, Dante: La Divina comedia. La vida nueva (Göttliche Komödie. Das neue Leben)
- 16. Pina, María de: Fábulas: Pensador mexicano, Rosas Moreno,[10] La Fontaine, Samaniego, Iriarte, Esopo, Fedro etc. (Fabeln)
- 17. Becquer, G. A.: Rimas, leyendas y narraciones (Reime, Legenden und Erzählungen)
- 18. Novo, Salvador: Mil y un sonetos mexicanos (Eintausend und ein mexikanische Sonette)
- 19. Gutiérrez Nájera, Manuel:[11] Cuentos y cuaresmas del Duque Job
- 20. Cesar, Julio: Comentario de la guerra de Galias. Guerra civil (Kommentare zum Gallischen Krieg. Über den Bürgerkrieg)
- 21. Goethe J.: Fausto. Werther (Faust und Werther)
- 22. Garibay K.:[12] Panorama literario de los pueblos Nahuas (Literarische Panorama der Nahuas)
- 23. Novo, Salvador: Joyas de la amistad engarzadas en una antologia (In eine Anthologie gezwängte Juwelen der Freundschaft)
- 24. Eurípides: Las diecinueve tragedias (Die neunzehn Tragödien) (El Cíclope. – Alcestes. – Medea. – Los Heraclidas. – Hipólito. – Andrómaca. – Hécuba. – La Locura de Heracles. – Suplicantes. – Ion. – Las Troyanas. – Ifigenia en Tauris. – Electra. – Helena. – Las Fenecias. – Orestes. – Ifigenia en Aulis. – Baquides. – Reso)
- 25. Cervantes de Salazar, Francisco: México en 1554 y Túmulo imperial[13] (Mexiko im Jahre 1554 und Kaisergrab)
- 26. Plutarco: Vidas paralelas (Parallelbiographien) (Teseo y Rómulo – Licurgo y Numa – Solón y Publicola – Pericles y Fabio Máximo – Alcibíades y Coriolano – Alejandro y Cayo Julio César – Demóstenes y Cicerón – Demetrio y Antonio)
- 27. Garibay K., Ángel María:[14] Voces de oriente; antología de textos literarios del Cercano Oriente (Stimmen des Osten: Anthologie literarischer Texte des Nahen Ostens)
- 28. Don Juan Manuel: El conde Lucanor (Der Graf von Lucanor)
- 29. Clavijero, Fco. J.: Historia antigua de México (Alte Geschichte Mexikos)
- 30. Kempis, Tomas de: Imitación de Cristo (Nachfolge Christi)
- 31. Garibay K., Ángel María: Mitologia Griega (Griechische Mythologie)
- 32. Molina, Tirso de: El vergonsozo en palacio. El condenado por desconfiado. El burlador
- 33. Tagore, Rabindranath: La luna nueva. El jardinero. El cartero del rey. Las piedras ambrientas y otros cuentos
- 34. Quevedo, Francisco de: Lazarillo de Tormes. Vida del Buscón. Don Pablos
- 35. Berceo, Gonzalo de:[15] Milagros de Nuestra Señora: Vida de Santo Domingo de Silos. Vida de San Millán de la Cogolla. Vida de Santa Oria. Martirio de San Lorenzo
- 36. Popol Vuh
- 37. Garibay, K.: Teogonía e historía de los mexicanos; tres opúsculos del siglo 16. Preparó esta ed. (Theogonie und Geschichte der Mexikaner; drei Werke des 16. Jahrhunderts)
- 38. Lazo, Raymondo: Historia de la literatura hispanoamericana (1492–1780) (Geschichte der hispanoamerikanischen Literatur (1492–1780))
- 39. Humboldt, A.: Ensayo Político sobre el reino de la Nueva España[16] (Politischer Essay über das Königreich Neuspanien)
- 40. Asis, Fco. de: Florecillas de San Francisco de Asís
- 41. Calderon de la Barca: La vida es sueño . El alcalde de Zalamanca (Das Leben ist ein Traum. Der Richter von Zalamea)
- 42. Dario, Ruben: Azul. El salmo de la pluma. Cantos de vida y esperanza
- 43. Alvar, Manuel: Poesía tradicional de los judíos españoles (Traditionelle Poesie spanischer Juden)
- 44. Gonzalez Peña, Carlos:[17] Historia de la literatura mexicana (Geschichte der mexikanischen Literatur)
- 45. O’Gorman, Edmundo: Historia de las diviciones territoriales de México
- 46. Isaacs, Jorge: Maria (Maria)
- 47. Iglesias, José María: Revistas históricas sobre la intervención francesa en México (Historische Zeitschriften über die französische Intervention in Mexiko)
- 48. Libro de los salmos  (Buch der Psalmen)
- 49. Sarmiento, Domingo Faustino: Facundo: civilización y barbarie: vida de Juan Facundo Quiroga (Barbarei und Zivilisation)
- 50. Sta. Teresa: Las moradas. Libro de su vida (Das Buch meines Lebens)
- 51. Sabiduria de Israel (Buch der Weisheit)
- 52. Valdéz, Juan de: Diálogo de la lengua (Dialog über die Sprache)
- 53. Balmes, Jaime: El criterio
- 54. Proverbios de Salomón (Sprüche Salomos)
- 55. Vargas Martínez: Morelos siervo de la Nación (Morelos, der Diener der Nation)
- 56. Valera, Juan: Pepita Jiménez y Juanita La Larga (Pepita Jiménez und Juanita La Larga)
- 57. Casas, Fray Bartolomé de las: Los indios de México y la Nueva España (Die Indianer Mexikos und Neuspaniens)
- 58. Zorrilla y Moral, José: Don Juan Tenorio y el puñal del godo
- 59. San Agustin: La ciudad de Dios (Vom Gottesstaat)
- 60. Coloma, Luis: Boy
- 61. Altamirano, Ignacio:[18] El Zarco. La Navidad en la montañas
- 62. Altamirano, Ignacio: Clemencia. Cuentos de Invierno
- 63. Inclán, Luis G.:[19] Astucia. El jefe de los hermanos de la hoja o los charros
- 64. Pereda, José María de: Peñas arriba. Sotileza
- 65. Lazo, Raimundo: Historia de la literatura hispanoamericana 1780–1914 (Geschichte der hispanoamerikanischen Literatur 1780–1914)
- 66. Jimenez, Juan R.: Platero y Yo. Trecientos poemas
- 67. Aristofanes: Las once comedias (Die elf Komödien) (Los acarnios – Los caballeros – Las nubes – Las avispas – La paz – Las aves – Lisistrata – Tesmoforias – Las ranas – La asamblea de las mujeres – Pluto)
- 68. Mistral, Gabriela: Lecturas para mujeres
- 69. Pérez Galdós: Miau. Marianela
- 70. Aristoteles: Ética nicomaquea. Política (Nikomachische Ethik. Politik)
- 71. Fernández de Lizardi: La Quijotita y su prima
- 72. Beecher Stowe, Harriet: La cabaña del tío Tom (Onkel Toms Hütte)
- 73. Dumas A.: Los tres mosqueteros (Die drei Musketiere)
- 74. Calderón de la Barca, Madame:[20]  La vida en Mexico: durante una residencia de dos años en ese país
- 75. Dumas, Alejandro: Veinte años despues (continuación de los tres mosqueteros)
- 76. Arcipreste de hita: Libro de buen amor (Buch der guten Liebe)
- 77. Hugo, Victor: Los miserables (Die Elenden)
- 78. Ibargüengoitia, Antonio: Filosofia mexicana en sus hombres y en sus textos
- 79. Irving, Washington: Cuentos de la Alhambra
- 80. Payno, Manuel: El fistol del diablo: novela de costumbres mexicanas (Die Pistole des Teufels: Roman der mexikanischen Bräuche)
- 81. El sitio de Querétaro según protagonistas y testigos. Sóstenes Rocha; Daniel A. Moreno; et al
- 82. Arrangoiz, Francisco de Paula de: México desde 1808 hasta 1867
- 83. Andersen, Hans Christian: Cuentos (Märchen)
- 84. Dostoievski, F.: El principe idiota. El sepulcro de los vivos
- 85. Poema de Mío Cid. Versión antigua con prólogo y versión moderna de Amancio Bolaños e Isla[21]
- 86. Shakespeare: Hamlet. Penas por amor perdidas. Romeo y Julieta (Romeo und Julia)
- 87. Rodó, José E.: Ariel. Liberalismo y jacobismo (Ariel. Liberalismus und Jakobismus)
- 88. Rojas, Fernández de:[22] La Celestina (La Celestina)
- 89. Solis y Rivadeneyra: Historia de la conquista de México, población y progresos de la América septentrional, conocida por el nombre de Nueva España (Geschichte der Eroberung Mexikos, Bevölkerung und Fortschritt Nordamerikas, bekannt unter dem Namen Neuspanien)
- 90. Zarco, Francisco: Escritos literarios (Literarische Schriften)
- 91. Coloma, Luis: Pequeñeses. Jeromin
- 92. Frías, Heriberto:[23] Tomochic
- 93. Larra, Mariano: Artículos
- 94. Shakespeare: Otelo. La la fierecilla domada. A vuestro gusto. El rey Lear
- 95. Varona, Enrique:[24] Textos escojidos
- 96. Shakespeare: Macbeth. El mercader de venecia. Las alegres comadres de windsor
- 97. Quiroga, Horacio: Cuentos
- 98. Cervantes, Miguel: Entremeses
- 99. Ercilla, Alonso de: La Araucana
- 100. Cruz, Sor Juana: Obras completas (Sämtliche Werke)

### 101–200
- 101. Riva Palacio, Vicente:[25] Cuentos del general
- 102. Montes de Oca, F.: Poesia mexicana (Mexikanische Poesie)
- 103. Arreola, Juan José: Lectura en voz alta
- 104. Caballero, Fernán: La Gaviota: La familia de Alvareda
- 105. Stendhal: La cartuja de parma (Die Kartause von Parma)
- 106. Dostoiesky, F.: Los hermanos Karamazov (Die Brüder Karamasow)
- 107. Pérez Galdós: Doña perfecta. Misericordia
- 108. Dostoiesky, F.: Crimen y castigo (Schuld und Sühne)
- 109. Miro, Gabriel: Figuras de la pasion del señor. Nuestro padre San Daniel
- 110. Stevenson, R.: La isla del tesoro. Cuentos de los mares del sur
- 111. Verne, Julio: De la Tierra a la Luna. Alrededor de la luna
- 112. Balzac, Honorato: Eugenia Grandet. La piel de zapa
- 113. Rousseau, Juan Jacobo: Contrato social o principios de derecho politico (Vom Gesellschaftsvertrag oder Prinzipien des Staatsrechtes)
- 114. Verne, Julio: Veinte mil leguas de viaje submarino (20.000 Meilen unter dem Meer)
- 115. Rodó, José E.: Motivos de proteo. Nuevos motivos de proteo
- 116. Verne, Julio: Viaje al centro de la tierra. El doctor Ox. Maese Zacarías. Un drama en los aires
- 117. Pérez Galdós, Benito: Episodios nacionales: Trafalgar.[26] La corte de Carlos IV[27]
- 118. Goytortúa Santos, Jesús:[28] Pensativa
- 119. Brontë, Emily: Cumbres Borrascosas (Wuthering Heights)
- 120. Aristoteles: Metafisica (Metaphysik)
- 121. Grimm: Cuentos (Märchen)
- 122. Alvar, Manuel: Cantares de gesta medievales (Cantar de Roncesvalles[29] – Cantar de los siete intantes de Lara – Cantar del cerco de Zamora – Cantar de Rodrigo y el Rey Fernando – Cantar de la campana de Huesca)
- 123. Verne, Julio: La isla misteriosa (Die geheimnisvolle Insel)
- 124. Aristoteles: Tratados de lógica
- 125. Palma, Ricardo: Tradiciones peruanas (Peruanische Traditionen)
- 126. Alcott, Louisa May: Mujercitas. Más cosas de mujercitas
- 127. Dickens, Charles: David Copperfield (David Copperfield)
- 128. Alarcón, Pedro A. de: El escándalo
- 129. Motolinia, Fray T.: Historia de los Indios de la Nueva España: relación de los ritos antiguos, idolatrías y sacrificios de los indios de la Nueva España, y de la maravillosa conversión que Dios en ellos ha obrado (Geschichte der Indianer in Neuspanien: Bericht über alte Riten, Götzendienst und Opfer der Indianer in Neuspanien, und die wunderbare Bekehrung, die Gott in ihnen bewirkt hat)
- 130. Pérez Galdós, Benito: Episodios nacionales: el 19 de marzo y el 2 de mayo. Bailen
- 131. Amadís de Gaula
- 132. Gogol, Nicolai V.: Las almas muertas: o las aventuras de Chichikov (Die toten Seelen oder Tschitschikows Abenteuer)
- 133. Wilde, Oscar: El retrato de Dorian Gray. El príncipe feliz. El ruiseñor y la rosa. El crimen de Lord Arthur Saville. El fantasma de Canterville.
- 134. Alarcón, Pedro A.: El niño de la bola. El sombrero de tres picos. El capitán veneno
- 135. Valle-Inclán: Sonata de . Sonata de estío. Sonata de otono. Sonata de invierno: memorias del Marqués de Bradomín
- 136. Las mil y una noches (Tausendundeine Nacht)
- 137. Cien mejores poesias de la lengua castellana. Selección y advertencia preliminar de Marcelino Menéndez y Pelayo
- 138. Scott, Walter: Ivanhoe o el cruzado (Ivanhoe oder der Kreuzfahrer)
- 139. Platon: Las leyes. Epinomis. El politico
- 140. Defoe, Daniel: Aventuras de Robinson Crusoe (Die Abenteuer des Robinson Crusoe)
- 141. Martí, José: Sus mejores páginas
- 142. San Agustin: Confesiones (Bekenntnisse)
- 143. Clavijero, Fco. J.: Historia de la Antigua o Baja California. Estudios preliminares por Miguel León-Portilla. Enthält: Francisco Palou:[30] Relación histórica de la vida y apostólicas tareas del venerable padre Fray Junípero Serra: y de las misiones que fundó en la California Septentrional, y nuevos establecimientos de Monterey
- 144. Molière: Comedias. Tartufo, El Burgués, Gentilhombre, El Misántropo, El Enfermo Imaginario (Komödien)
- 145. León, Fray Luis de: La perfecta casada. Cantar de los cantares. Poesias originales
- 146. Sierra, Justo:[31] Juarez su obra y su tiempo (Juarez: seine Arbeit und seine Zeit)
- 147. Virgilio: Eneida. Geórgicas. Bucólicas
- 148. Chavez, Esequiel: Sor Juana Inés de la Cruz: ensayo de psicología y de estimación del sentido de su obra y de su vida para la historia de la cultura y de la formación de México (Sor Juana Inés de la Cruz: Psychologischer Essay und Einschätzung der Bedeutung ihres Werkes und ihres Lebens für die Kultur- und Bildungsgeschichte in Mexiko)
- 149. Molière: Comedias. El avaro. Las preciosas ridículas. El médico a la fuerza (Komödien)
- 150. Prescott, W.: Historia de la conquista de México (Geschichte der Eroberung Mexikos)
- 151. Alvar, Manuel: Antigua poesia española lirica y narrativa (Jarchas – Libro de la infancia y muerte de Jesús – Vida de Santa María Egipcíaca – Disputa del alma y el cuerpo – Razón de amor con los denuestos del agua y el vino – Elena y María (disputa del clérigo y el caballero – El planto ¡Ay Jerusalén! - Historia troyana en prosa y verso)) (Alte spanische Lyrik und Erzählungen)
- 152. Maquiavelo: El principe (Vom Fürsten)
- 153. Zorrilla de S. M.: Tabaré (Tabaré)
- 154. Delgado, Rafael: La calandria
- 155. Lagerlöf, Selma: Maravilloso viaje de Nils Holgersson (Wunderbare Reise von Nils Holgersson)
- 156. Hoffmann, E. T. A.: Cuentos
- 157. Amicis, Edmundo De: Corazón; diario de un niño (Herz; ein Kindertagebuch)
- 158. Pérez Galdós, Benito: Episodios nacionales: Napoleon en Chamartin. Zaragoza
- 159. Rousseau, Jean-Jacques: Emilio, o, De la educación (Émile ou De l’éducation)
- 160. Sienkiewicz, Enrique: Quo Vadis?
- 161. Wiseman, Cardenal: Fabiola o la iglesia de las catacumbas[32] (Fabiola oder Die Kirche der Katakomben)
- 162. Rivas, Duque de: Don Álvaro, o, La fuerza del sino. Romances históricos
- 163. La vida y hechos de Estebanillo González[33] (Estebanillo Gonzalez: Sein Leben und seine Taten)
- 164. García Morente:[34] Lecciones preliminares de filosofia (Vorläufige Philosophie-Lektionen)
- 165. Pereyra, Carlos:[35] Hernán Cortés
- 166. Pérez Galdós: Episodios nacionales. Gerona y Cádiz
- 167. Comenio, Juan A.: Didactica magna (Große Didaktik)
- 168. Verne, Julio: La vuelta al mundo en ochenta días. Las tribulaciones de un chino en China (Reise um die Erde in 80 Tagen. Die Leiden eines Chinesen in China)
- 169. Güiraldes, Ricardo: Don Segundo Sombra[36]
- 170. Wallace, Lewis: Ben Hur (Ben-Hur: A Tale of the Christ)
- 171. Nervo, Amado: Planitud. Perlas negras. Misticas. Los jardines interiores
- 172. Rivera, José Eustasio: La vorágine (Der Strudel)
- 173. Fernández de Moratín, Leandro: El sí de las niñas.[37] La comedia nueva o el café.[38] La derrota de los pedantes. Lección poética
- 174. Alvar, Manuel: Romancero viejo y tradicional
- 175. Nervo A.: La amada inmovil: Serenidad. Elevación. La última luna
- 176. Herodoto: Los nueve libros de la historia (Neun Bücher der Geschichte)
- 177. Descartes, René: Discurso del método Meditaciones metafísicas. Reglas para la dirección del espíritu. Principios de la filosofía
- 178. Manzoni, A.: Los novios (I Promessi Sposi)
- 179. Lazo, Raimundo: La novela andina: pasado y futuro: Alcides Arguedas, César Vallejo, Ciro Alegría, Jorge Icaza, José María Arguedas
- 180. Verne, Julio: Miguel Strogoff (Der Kurier des Zaren)
- 181. Fustel de Coulanges: La ciudad antigua (Der antike Staat)
- 182. Alemán, Mateo: Guzmán de Alfarache
- 183. Verne, Julio: Cinco semanas en globo (Fünf Wochen im Ballon)
- 184. Lazo, Raimundo: El Romanticismo: fijación sicológico-social de su concepto: lo romántico en la lírica hispanoamericana del siglo XVI a 1970
- 185. Pérez Galdós, Benito: Fortunata y Jacinta
- 186. Verne, Julio: Un capitán de quince años (Ein Kapitän von fünfzehn Jahren)
- 187. Hegel, G. W. F.: Enciclopedia de las ciencias filosóficas (Enzyklopädie der philosophischen Wissenschaften)
- 188. Pérez Escrich:[39] El martir del gólgota (Der Märtyrer von Golgatha)
- 189. Verne, Julio: Dos años de vacaciones (Zwei Jahre Ferien)
- 190. Valmiki: El ramayana (Ramayana)
- 191. Montesquieu, Charles de Secondat, Baron de: Del espíritu de las leyes (Vom Geist der Gesetze)
- 192. Mármol, José: Amalia
- 193. Mateos, Juan Antonio:[40] El Cerro de las Campanas. Memorias de un guerrillero (Der Hügel der Glocken.[41] Erinnerungen eines Guerilleros)
- 194. Milton, John: El paraíso perdido (Paradise Lost)
- 195. Arroyo, Anita:[42] Razón y pasión de Sor Juana (Vernunft und Leidenschaft der Schwester Juana)
- 196. Swift, Jonathan: Lops viajes de Gulliver (Gullivers Reisen)
- 197. Mateos, Juan Antonio:[43] El sol de mayo (Die Sonne im Mai)
- 198. Prieto, Guillermo:[44] Musa callejera
- 199. San Pedro, Diego: Carcel de amor. Arnalde e lucenda. Sermon. Poesias
- 200. Balbuena, Bernardo de: La grandeza mexicana (Mexikanische Größe)

### 201–300
- 201. Tolstoi, Leo: La guerra y la paz (Krieg und Frieden). De "la guerra y la paz" por Eva Alexandra Uchmany
- 202. Espronceda, José: Obras poeticas (Poetische Werke)
- 203. Kant, Manuel: Crítica de la razón pura (Kritik der reinen Vernunft)
- 204. Kipling, Rudyard: El libro de las tierras virgenes (Das Dschungelbuch)
- 205. Tolstoi, Leo: Ana Karenina (Anna Karenina)
- 206. Hesiodo: Teogonía. Los trabajos y los dias. El escudo de Heracles. Idilios de Bión. Idilios de Mosco. Himnos órficos
- 207. Varios: La india literaria. Mahabarata, Bagavad Gita, Los Vedas, Leyes de Manú, poesía, teatro, cuentos, apólogos y leyendas. Antología, prólogo, introduccions históricas, notas y un vocabulario del hinduísmo por Teresa E. Rohde[45] (Indische Literatur)
- 208. Montalvo, Juan: Capítulos que se le olvidaron a Cervantes: ensayo de imitación de un libro inimitable (Kapitel, die Cervantes vergaß: Versuch der Nachahmung eines unnachahmlichen Buches)
- 209. Twain, Mark: Las aventuras de Tom Sawyer (Die Abenteuer des Tom Sawyer)
- 210. Poe, Edgar Allan: Narraciones extraordinarias. Acenturas de Arturo Gordon Pym (Die denkwürdigen Erlebnisse des Arthur Gordon Pym)
- 211. Ferro Gay, Federico:[46] Breve historia de la literatura italiana (Kurze Geschichte der italienischen Literatur)
- 212. Kant, Manuel: Fundamentacion de la metafisica de las costumbres (Grundlegung zur Metaphysik der Sitten)
- 213. Palacio Valdés, Armando: La hermana San Sulpicio
- 214. Martinez Sierra, Gregorio: Tú eres la paz. Canción de cuna. Prólogo de María Edmée Álvarez.
- 215. Carroll, Lewis: Alicia en el pais de las maravillas (Alice im Wunderland)
- 216. Hernández, José: Martín Fierro
- 217. Vela, Arqueles:[47] El modernismo. Su filosofia. Su estetica. Su tecnica
- 218. López y Fuentes: El indio (Der Indio)
- 219. Rabinal-Achí: el Varón de Rabinal. Ballet-drama de los indios quichés de Guatemala con la música indígena (Der Achí-Krieger. Ballett-Drama der Quiche-Indianer Guatemalas mit indigener Musik)
- 220. Salgari, Emilio: Sandokan. La mujer del pirata (Sandokan. Die Frau des Piraten)
- 221. Peza, Juan de Dios: Hogar y patria. El arpa del amor
- 222. Calderon, Fernando: A ninguna de las tres. El torneo. Ana bolena
- 223. Casona, Alejandro: Flor de leyendas. La sirena varada. La dama del alba. La barca sin pescador
- 224. Peza, Juan de Dios: Recuerdos y esperanzas. Flores del alma. Versos festivos
- 225. Alas "Clarin": La regenta
- 226. Lazo, Raimundo:[48] Gertrudis Gómez de Avellaneda: la mujer y la poetisa lírica
- 227. Cirilo Villaverde: Cecilia Valdés: novela de costumbres cubanas
- 228. Cruz, San Juan: Obras completas (Sämtliche Werke)
- 229. Alfonso el Sabio: Antologia. Cantigas de Santa Maria. Cantigas profanas. Primera cronica general. General e grand estoria. Espéculo. Las siete partidas. El setenario. Los libros de ajedrez, dados y tablas.
- 230. Ciceron: Los oficios o los deberes. De la vejez. De la amistad
- 231. Pérez Lugín, Alejandro:[49] La Casa de Troya. Estudiantina
- 232. Taracena, Alfonso: Francisco I. Madero
- 233. Espinel, Vicente: Vida de Marcos de Obregón
- 234. Ciceron: Tratado de la republica. Tratado de las leyes. Catilinarias
- 235. Pérez Lugín, Alejandro: Currito de la Cruz
- 236. Martí, José: Ismaelillo. La edad de oro. Versos sencillos
- 237. Usigli, Rodolfo: Corona de sombra. Corona de fuego. Corona de luz
- 238. Wilde, Oscar: La importancia de llamarse Ernesto. El abanico de Lady Windermere. Una mujer sin importancia. Un marido ideal. Salomé
- 239. Salgari, Emilio: Los piratas de la malasia. Los estranguladores.
- 240. Horacio: Odas y épodos. Sátiras. Epístolas. Arte poética
- 241. Balmes, Jaime: Filosofia elemental
- 242. Salgari, Emilio: Los dos rivales. Los tigres de la malasia
- 243. Vela, Arqueles:[50] Análisis de la expresión literaria
- 244. Álvarez Quintero: Amores y amoríos. Puebla de las mujeres. Doña Clarines. El genio alegre
- 245. Jenofonte: La expedición de los diez mil. Recuerdos de Sócrates. El banquete. Apología de Sócrates
- 246. Kant, Manuel: Prolegomenos a toda metafisica del porvenir
- 247. Le Sage: Gil Blas de Santillana[51]
- 248. Pindaro: Odas. Olimpicas. Piticas. Nemeas. Istmicas y Fragmentos de otras obras de Píndaro y otros líricos griegos. Estudio preliminar de Francisco Montes de Oca; traducción de Agustín Esclasans.
- 249. Casona, Alejandro: Otra vez el diablo. Nuestra Natacha. Prohibido suicidarse en primavera. Los árboles mueren de pie
- 250. Mistral, Gabriela: Desolación. Ternura. Tabla. Lagar
- 251. García Lorca, Federico: Libro de poemas. Poema del cante jondo. Romancero gitano
- 252. Camoens, Luis de: Los Lusíadas
- 253. Terencio: Comedias. La andriana. El eunuco. El atormentador de sí mismo. Los hermanos. La suegra. Formión. Estudio preliminar de Francisco Montes de Oca.
- 254. Gorki, Maximo: La madre. Mis confesiones
- 255. García Lorca, F.: Mariana Pineda. La zapatera prodigiosa. Así que pasen cinco años. Doña Rosita la soltera. La casa de Bernarda de Alba. Primeras canciones. Canciones
- 256. Cuyás Armengol:[52] Hace falta un muchaho
- 257. Salgari, Emilio: El rey del mar. La reconquista del mompracen
- 258. Plauto: Comedias. Los mellizos-el militar fanfarron-la olla-el gorgojo-anfitron-los cautivos.
- 259. Dostoievski, F.: Las noches blancas. El jugador. Un ladron honrado
- 260. Verne, Julio: Los hijos del capitan grant
- 261. Victoria, Fco. de: Relecciones del estado, De los indios y del derecho de la guerra
- 262. Góngora y Argote, Luis de: Poesías: romances, letrillas, redondillas, décimas, sonetos, sonetos atribuidos; poemas: Soledades, Polifemo y Galatea, Panegírico; poesías sueltas
- 263. Perrault Ch.: Cuentos: Griselda. Piel de asno. Los deseos ridículos. La Bella durmiente del bosque. Caperucita Roja. Barba Azul. El gato con botas. Las hadas. Cenicienta. Riquete el del copete. Pulgarcito
- 264. Salgari, Emilio: El falso bracman. La caida de un imperio
- 265. Rueda, Lope de: Teatro completo. Eufemia. Armelia. De los engaños. Medora
- 266. Pardo Bazán: Los pazos de ulloa
- 267. Salgari, Emilio: En los junglares de la India. El desquite de Yañez (In den Dschungeln Indiens. Die Rache von Yañez)
- 268. Castro, Guillén de: Las mocedades del Cid
- 269. Zea, Leopoldo: Conciencia y posibilidad del mexicano. El occidente y la conciencia de México. Dos ensayos sobre México y lo mexicano
- 270. Ingenieros, José: El hombre mediocre
- 271. Heredia, José Ma.: Poesias completas
- 272. Lamartine, Alfonso: Graziella. Rafael
- 273. Alcott, Louisa May: Hombrecitos(Little Men)
- 274. Hugon, Eduardo:[53] Las veinticuatro tesis tomistas
- 275. Altamirano, Ignacio:[54] Paisajes y leyendas
- 276. London, Jack: El lobo de mar. El mexicano
- 277. London, Jack: El llamado de la selva. Colmillo blanco
- 278. Boturini Benaduci: Idea de una nueva historia general de la america septentrional
- 279. El cantar de roldán (Rolandslied)
- 280. Demostenes: Discursos (Reden)
- 281. Seneca Lucio Anneo: Tratados filosoficos
- 282. Moro, Tomas: Utopia
- 283. Epicteto: Manual y maximas. Marco Aurelio Soliloquios
- 284. Longo: Dafnis y Cloé. Apuleyo: El asno de oro
- 285. El cantar de los nibelungos (Nibelungenlied)
- 286. Natorp, Pablo: Propedéutica filosófica. Kant y la Escuela de Marburgo. Curso de Pedagogía social
- 287. Valle-Inclán: Tirano banderas
- 288. Salustio: La conjuración de catilina. La guerra de jugurta
- 289. Pérez Galdós, Benito: Juan Martin el empecinado. La batalla de los arapiles
- 290. Tucídides: Historia de la guerra del Peloponeso (Geschichte des Peloponnesischen Krieges)
- 291. Tácito, Cornelio: Anales (Annalen)
- 292. Salgari, Emilio: El capitán Tormenta. El León de Damasco
- 293. Bacon, Fco.: Instauratio magna. Novum organum. Nueva Atlantida
- 294. Hugo, Victor: Nuestra señora de Paris (Notre-Dame de Paris)
- 295. Tolstoi, Leo: Cuentos escogidos (La muerte de Iván Ilich – El hermano Sergio – Polikuska – Iván el imbécil – Tres muertes)
- 296. Salgari, Emilio: El hijo del León de Damasco: La galera del Bajá
- 297. Loti, Pierre: Las desencantadas
- 298. López Portillo y R.: Fuertes y débiles
- 299. Saint-Exupéry, A.: El principito (Der kleine Prinz)
- 300. Sahagún, Fray B.: Historia general de las cosas de Nueva España[55] (Allgemeine Geschichte der Dinge Neuspaniens)

### 301–400
- 301. Aquino, Tomás de: Tratado de la ley. Tratado de la justicia. Gobierno de los principes
- 302. Salgari, Emilio: El corsario negro. La venganza
- 303. Ibsen, Enrique: Peer Gynt. Casa de muñecas. Espectros. Un enemigo del pueblo. El pato silvestre. Juan Gabriel Borkman
- 304. Livio, Tito: Historia romana. Primera decada
- 305. Gallegos, Rémulo: Doña Barbara
- 306. Salgari, Emilio: La reina de los caribes. Honorata de wan guld
- 307. Carlyle, Tomas: Los heroes. El culto de los heroes y lo heroico en la historia
- 308. Pestalozzi, Juan E.: Como gertrudis enseña a sus hijos (Wie Gertrud ihre Kinder lehrt)
- 309. Eça de Queiroz: El misterio de la carretera de cintra. La ilustre casa de ramires
- 310. Dickens, Carlos: Cancion de navidad. El grillo del hogar. Historia de dos ciudades
- 311. Galván, Manuel de:[56] Enriquillo: leyenda histórica dominicana, 1503–1533
- 312. Salgari, Emilio: Yolanda. Morgan
- 313. Cortina, Martin: Un rosillo inmortal, leyenda de los llanos. Un tlacuache vagabundo. Maravillas de Altepepan, leyendas mexicanas
- 314. Balzac, Honorato: Papá Goriot (Le Père Goriot)
- 315. Gracián, Baltasar: El discreto. El criticón. El héroe
- 316. Ovidio Nason, P.: Las metamorfosis
- 317. Aquino, Tomas de: Suma contra los gentiles
- 318. Abu al-Walid Ahmad Ibn Zaydun: Casidas de amor profano y mistico
- 319. Spinoza: Éica. Tratado teologico-politico
- 320. Cetina, Gutierre de:[57] Obras
- 321. Leibniz, Gottfried Wilhelm: Discurso de metafísica. Sistema de la naturaleza. Nuevo tratado sobre el entendimiento humano. Monadología. Principios sobre la naturaleza y la gracia
- 322. Saint-Pierre, B.: Pablo y Virginia
- 323. Herrera y Reissing:[58] Poesias
- 324. Maeterlinck, M.: El pajaro azul
- 325. Teatro español contemporáneo (Las intereses creados / J. Benavente – La Malquerida / J. Benavente – En Flandes se ha puesto el sol / E. Marquina – Malvaloca / S. y J. Álvarez Quintero – El embrujado / R. del Valle Inclán – Sombras de sueño / M. de Unamuno y Jugo – Bodas de sangre / F. García Lorca)
- 326. Hume, David: Tratado de la naturaleza humana
- 327. Autos sacramentales (Dize al sacramento – A un pueblo – Loa del auto de acusación contra el genero humano; López de Yanguas: farsa sacramental. Anónimos: farsa sacramental de 1521 – Los amores del alma con el príncipe de la luz – Farsa sacramental de la residencia del hombre – Auto de los hierros de Adán – Farsa del sacramento del entendimiento niño; Sánchez de Badajoz: farsa de la iglesia; Timoneda: Auto de la oveja perdida – Auto de la fuente de los siete sacramentos – Farsa del sacramento llamada premática del pan – Aucto de la fée; Lope de Vega: La adultera perdonada – La siega – El pastor lobo y cabaña celestial; Valdivielso: el hospital de los locos – La amistad en el peligro – El peregrino – La serrana de plasencia; Tirso de Molina: El colmenero divino – Los hermanos parecidos; Mira de Amescua: Pedro telonario)
- 328. Rostand, Edmundo: Cyrano de Bergerac
- 329. Campoamor, R.: Doloras. Poemas
- 330. Teatro español contemporaneo (Celos del aire / Jose Lopez Rubio – Tres sombreros de copa / Miguel Mihura – Don José, Pepe y Pepito / Juan Ignacio Luca de Tena – La mordaza / Alfonso Sastre – La muralla / Joaquín Calvo Sotelo – Los tres etcéteras de Don Simón / José María Pemán – Alta fidelidad / Edgar Neville – Cosas de papá y mamá / Alfonso Paso – La camisa / Lauro Olmo – Historia de un adulterio / Víctor Ruiz Iriarte)
- 331. Autos sacramentales: el auto sacramental antes de Calderón
- 332. Quevedo y V.: Sueños:[59] El sueño de las calaveras. El alguacil alguacilado. Las zahúrdas de Plutón. Visita de los chistes. El mundo por de dentro. La hora de todos y la fortuna con seso: Poesías
- 333. Larroyo, Fco.:[60] La filosofia iberoamericana
- 334. Moreno, Daniel: Batallas de la revolución y sus corridos
- 335. Barreda, Gabino:[61] La educacion positivista en mexico
- 336. Menéndez, Miguel Ángel: Nayar: Novela
- 337. Twain, Mark: El principe y el mendigo (The Prince and the Pauper)
- 338. Martínez de Toledo: Arcipreste de talavera o corbacho
- 339. Vélez de Guevara: El diablo cojuelo. Reinar despues de morir
- 340. Comte, Augusto: La filosofia positiva
- 341. Doyle, Arthur C.: Aventuras de Sherlock Holmes (The Adventures of Sherlock Holmes)
- 342. Varios: Cuentos rusos. (Memorias de un loco / Nicolai Gógol – Biriuk / Iván Turguéñev – El gran inquisidor / Fiódor Dostoievski – Francisca / Leo Tolstoi – Una mujer extraña / Nikolai Garín – Una buena mujer / Antón Chéjov – Un incidente / Máximo Gorki – Un hombre original / Leonid Andréiev – Una sumaria / Alexandr Kuprín – Un asesinato / Mijaíl Artsibáshchev – La quiebra / Osip Dímov – En las garras de la muerte / Nikolai Tasin – Los padres / Ilia Surguchov – Los murmullos de la selva / Vladimir G. Korolenko – El sueño de Oblómov / Iván A. Gonchárov – El potrillo / Mijail Sholojov)
- 343. Doyle, Arthur C.: Aventuras de sherlock holmes
- 344. Matos Moctezuma: El negrito poeta mexicano y el dominicano
- 345. Doyle, Arthur C.: Aventuras de Sherlock Holmes
- 346. Dumas, Alejandro: El conde de Monte-Cristo (Der Graf von Monte Christo)
- 347. Quiroga, Horacio: Mas cuentos. Cuentos de la selva
- 348. Ibargüengoitia, Antonio: Suma filosófica mexicana: (resumen de historia de la filosofía en México)
- 349. Dumas, Alejandro: La dama de las camelias (Die Kameliendame)
- 349. Teixidor, Felipe: Viajeros mexicanos: siglos XIX y XX
- 351. Hessen, Juan: Teoría del conocimiento, El realismo crítico, Los juicios sintpeticos "a priori"
- 352. Flaubert, Gustavo: Madame Bovary
- 353. Lummis, Carlos F.:[62] Los exploradores españoles del siglo xvi
- 354. Gabriel y Galán: Obras completas
- 354. Suetonio: Los doce cesares
- 356. Núñez de Arce, Gaspar: Poesias completas
- 357. Castelar, Emilio: Discursos. Recuerdos de italia. Ensayos
- 358. Pardo Bazán, emilia: San francisco de asis, siglo xiii
- 359. Stendhal: Rojo y negro (Le Rouge et le Noir)
- 360. Rabelais, François: Gargantua y Pantagruel (Gargantua und Pantagruel)
- 361. Verne, Julio: El castillo de los carpatos. Las indias negras. Una ciudad flotante
- 362. Dickens, Carlos: Oliver Twist
- 363. Salgari, Emilio: Aventuras entre los pieles rojas. El rey de la pradera
- 364. Dumas, Alejandro: El vizconde de Bragelonne (Der Vicomte von Bragelonne)
- 365. Dumas, Alejandro: El vizconde de Bragelonne (Der Vicomte von Bragelonne)
- 366. Reed, John: México insurgente. Diez días que estremecieron al mundo
- 367. Márquez Sterling, Carlos: José Martí: síntesis de una vida extraordinaria
- 367. Gamio, Manuel: Forjando patria
- 369. Pestalozzi, J. E.: Canto del cisne
- 370. Menéndez y Pelayo: Historia de los heterodoxos españoles
- 371. Polo, Marco: Viajes
- 372. Castro, Américo: La realidad historica de españa
- 373. Gay, José Antonio: Historia de Oaxaca
- 374. Josefo, Flavio: La guerra de los judíos
- 375. France, Anatole: El crimen de un academico. La azucena roja. tais
- 376. Salgari, Emilio: En las fronteras de far west. La cazadora de cabelleras
- 377. Daudet, Alfonso: Tartarín de Tarascón. Tartarín en los Alpes. Port-Tarascón (Tartarin von Tarascon)
- 378. Pérez Galdós, Benito: La desheredada
- 379. Salgari, Emilio: La soberana del campo de oro. El rey de los cangrejos
- 380. Boccaccio, Giovanni: El decameron
- 381. Montes de Oca, F.: Poesia hispanoamericana
- 382. Chateaubriand, R.: El genio del cristianismo[63] (Le Génie du Christianisme)
- 383. Pérez Galdós: El amigo manso
- 384. Unamuno, Miguel de: Cómo se hace una novela. La tía Tula. San Manuel Bueno, Mártir y tres historias más
- 385. Darwin, Carlos: El origen de las especies (On the Origin of Species)
- 386. Taracena, Alfonso:[64] José Vasconcelos
- 387. Fénelon: Aventuras de Telémaco
- 388. Unamuno, Miguel de: Niebla; Abel Sánchez; Tres novelas ejemplares y un prólogo
- 389. Menéndez y Pelayo: Historia de los heterodoxos españoles
- 390. Joyce, James: El retrato del artista adolecente. Gente de Dublin
- 391. Franklin, Benjamin: Autobiografia y otros escritos (Autobiographie und andere Schriften)
- 392. Pérez Galdós, Benito: La fontana de oro
- 393. Samosata, Luciano: Dialogos. Historia verdadera
- 394. Tolstoi, Leo: Infancia, Adolecencia, Juventud, Recuerdos
- 395. Nietzsche, F.: Asi hablaba zaratustra
- 396. Hamsun, Knut: Hambre. Pan
- 397. Gorki, Maximo: Mi infancia. Por el mundo. Mis universidades
- 398. Voltaire: Candido. Zadig. El ingenuo. Micromegas
- 399. France, Anatole: Los dioses tienen sed. La rebelion de los angeles
- 400. Goethe J.: De mi vida: poesía y verdad

### 401–500
- 401. Schiller, Federico: María Estuardo. La doncella de Orleáns. Guillermo Tell
- 402. Unamuno, Miguel de: Del sentimiento trajico de la vida. La agonia del cristianismo
- 403. Tasso, Torquato: Jerusalen libertada
- 404. Verne, Julio: Historia de los grandes viajes y grandes viajeros
- 405. Menéndez y Pelayo: Historia de los heterodoxos españoles romana y visigoda
- 406. Arciniegas, Germán: Biografía del Caribe
- 407. Dumas, Alejandro: El paje del duque de saboya
- 408. Unamuno, Miguel de: Por tierras de portugal y españa
- 409. Scott, Walter: El monasterio
- 410. Maupassant, Guy: Bola de Sebo. Mademoiselle Fifi. Hermanas Rondoli
- 411. Chejov, Anton: Cuentos escojidos
- 412. Zola, Emilio: Nana
- 413. Tolstoi, Leo: Resurrección
- 414. Zola, Emilio: La taberna
- 415. Dumas, Alejandro: Los cuarenta y cinco
- 416. Scott, Walter: El pirata
- 417. Unamuno, Miguel de: La vida de Don Quijote y Sancho. En torno al casticismo
- 418. Zweig, Stefan: El mundo de ayer
- 419. Schopenhauer, Arthur: El mundo como voluntad y representacion
- 420. Bronte, Charlotte: Jane Eyre
- 421. Papini, Giovanni: Gog. El libro negro
- 422. Cervantes, M.: Los trabajos de persiles y sigismunda
- 423. Maupassant, Guy de: La becada. Claror de luna. Miss Harriet
- 424. Papini, Giovanni: Historia de cristo
- 425. Vega, Garcilaso de la: Poesias completas
- 426. Baudelaire, Carlos: Las flores del mal. Diarios intimos
- 427. Laércio, Diógenes: Vidas de los filosofos mas ilustres. Filostrato. Vida de los sofistas
- 428. Anonimo: Aventuras del pícaro Till Eulenspiegel
- 429. Heine, Enrique: Libro de los cantares. Prosa escojida
- 430. Nietzsche, F.: Mas alla del bien y del mal. Genealogia de la moral
- 431. Austen, Jane: Orgullo y prejuicio
- 432. Robin Hood
- 433. Gil y Carrasco: El señor de Bembibre. El lago de Carucedo. Artículos de costumbres
- 434. Schiller Federico: Don Carlos. La conjuración de Fiesco. Intriga y amor
- 435. Canovas del C.: La campana de Huesca
- 436. Ostrovski, N.: Asi se templo el acero
- 437. A.-D. Sertillanges:[65] La vida intelectual. El trabajo intelectual. Jean Guitton: El trabajo intelectual.
- 438. Guzman, M. L.: Memorias de Pancho Villa
- 439. Vega, Garcilaso de la: Comentarios reales (Wahrhaftige Kommentare über die Incas)
- 440. Rotterdam, Erasmo: Elojio de la locura. Coloqios
- 441. Burckhardt, Jacob: La cultura del renacimiento en italia
- 442. Balzac, Honorato: El lirio en el valle
- 443. Nervo, Amado: Poemas. Las voces. Lira heroica. El exodo y las flores del camino
- 444. Eckermann, Johann Peter: Conversaciones con Goethe
- 445. Verne Julio: Hector Servadac
- 446. Pérez Galdós, Benito: Tristana nazarin
- 447. Vives, Juan Luis: Tratado de la enseñanza. Introducción a la sabiduría. Escolta del alma. Diálogos. Pedagogía pueril
- 448. Jovellanos, Gaspar Melchor de: Obras historicas
- 449. Alas, Leopoldo: Cuentos: Pipá, Zurita, Un candidato, El rana, Adiós "corder a", Cambio de luz, El gallo de Sócrates, El sombrero de cura y 35 cuentos más
- 450. Prieto, Guillermo:[66] Romancero nacional
- 451. Ruiz de Alarcón: El examen de maridos. La prueba de las promesas. Mudarse por mejorarse. El tejedor de Segovia
- 452. Dumas, Alejandro: La dama de monsoreau
- 453. Turgenev, Ivan: Nido de hidalgos. Primer amor. Aguas de primavera
- 454. Chejov, Anton: Teatro. La gaviota – El tío Vania – Las tres hermanas – El jardín de los cerezos
- 455. Schopenhauer, A.: La sabiduría de la vida. En torno a la filosofía: El amor, las mujeres, la muerte y otros temas
- 456. Salado Álvarez: Episodios nacionales: Su alteza serenisima. Memorias de un polizonde
- 457. Gogol, Nikolai V.: Tarás Bulba; Relatos de Mirgorod (Taras Bulba. Geschichten aus Mirgorod)
- 458. Schiller, Federico: Wallenstein: El campamento de Wallenstein, Los Piccolomini, La muerte de Wallenstein, La novia de Mesina
- 459. Larra, Mariano: El doncel de don enrique. El doliente. Macias
- 460. Salado Álvarez: El golpe de estado. Los mártires de Tacubaya
- 461. Gomez Robledo: Magisterio filosofico juridico de alonso de veracruz
- 462. Ortega y Gasset, José: En Torno a Galileo. El hombre y la gente
- 463. Tolstoi, Leo: Los cosacos. Sebastopol. Relatos de guerra
- 464. Salado Álvarez: Episodios nacionales. La reforma. El plan de pacificación
- 465. Salgari, Emilio: Las panteras de argel. El filtro de los califas
- 466. Salado Álvarez: Episodios nacionales. Las ranas pidiendo rey. Puebla
- 467. Kafka, Franz: La metamorfosis. El proceso
- 468. Salado Álvarez: Episodios nacionales. La corte de Maximiliano. Orizaba
- 469. Salado Álvarez: Episodios nacionales. Porfirio Díaz. Ramón Corona
- 470. Rousseau, Jean-Jacques: Confesiones (Bekenntnisse)
- 471. Salado Álvarez: Episodios nacionales. La emigración. Querétaro
- 472. Sosa, Fco.: Biografias de mexicanos distinguidos
- 473. Pérez Galdós: Angel guerra
- 474. Riva Palacio: Las dos emparedadas
- 475. Menéndez Pelayo: Historia de las ideas esteticas en españa (siglo xviii)
- 476. Riva Palacio:[67] Calvario y tabor
- 477. Salado Álvarez: Memorias, tiempo viejo tiempo nuevo
- 478. Chesterton, G. K.: Ensayos
- 479. Torre Villar Ernesto de la: Los Guadalupes y la independencia con una selección de documentos inéditos
- 480. Urbina, Luis G.:[68] Antologia del centenario 1800–1821
- 481. Prieto, Guillermo:[69] Memorias de mis tiempos
- 482. Menéndez y Pelayo, Marcelino: Historia de las ideas esteticas en españa (siglo xviii)
- 483. Menéndez y Pelayo, Marcelino: Historia de las ideas esteticas en españa (siglo XIX)
- 484. Hebreo, Léon: Dialogos de amor
- 485. Lucrecio, Caro: De la naturaleza. Laercio. Epicuro
- 486. Kafka, Franz: El castillo. La condena. La gran muralla china
- 487. Boecio, Severino: La consolacion de la filosofia
- 488. Ortega y Gasset, José: El tema de nuestro tiempo. La rebelion de las masas
- 489. Pérez Galdós, Benito: Torquemada en la hoguera. Torquemada en la cruz. Torquemada en el purgatorio. Torquemada y San Pedro
- 490. Chesterton, G. K.: Ortodoxia. El hombre eterno
- 491. Bergson, Henry: Introduccion a la metafisica. La risa
- 492. Petrarca, Fco.: Cancionero. Triunfos
- 493. Pereyra, Carlos: Las huellas de los conquistadores
- 494. Frías Heriberto:[70] Leyendas históricas mexicanas y otros relatos
- 495. Bolivar S.: Escritos politicos (Politische Schriften)
- 496. Pardo B.: La madre naturaleza
- 497. Ortega y Gasset, José: Deshumanizacion del arte e ideas sobre la novela. Velazquez. Goya
- 498. Pereyra, Carlos: La conquista de las rutas oceaicas
- 499. Ortega y Gasset, José: ¿Que es filosofia? una leccion metafisica
- 500. Biblia de Jerusalén (Jerusalemer Bibel)

### 501–600
- 501. Montalvo, Juan: Siete tratados (Sieben Traktate)
- 502. Dumas, Alejandro: La reina margarita (La reine Margot)
- 503. Fernández de Avellaneda: El ingenioso hidalgo Don Quijote de la Mancha (Leben und Taten des weisen Junkers Don Quixote von la Mancha)
- 504. Dumas, Alejandro: La mano del muerto
- 505. Amiel, Enrique: Fragmentos de un diario intimo
- 506. Melville, Herman: Moby Dick o la ballena blanca
- 507. Riva Palacio: La vuelta de los muertos
- 508. Haggard H. Rider: Las minas del Rey Salomón
- 509. Verne, Julio: La jangada. Ochocientas leguas por el rio del amazonas
- 510. Ponson du Terrail, Pierre Alexis de: Hazañas de rocambole 1
- 511. Ponson du Terrail, Pierre Alexis de: Hazañas de rocambole 2
- 512. Féval, Paul: El jorobado o Enrique de Lagardère
- 513. Verne, Julio: Escuela de los robinsones
- 514. Mateos, Juan A.:[71] Sacerdote y caudillo (memorias de la insurreccion)
- 515. Sierra, Justo: Evolucion politica del pueblo mexicano
- 516. Bulwer-Lytton: Los ultimos dias de Pompeya
- 517. Salgari, Emilio: Los naufragos del liguria. Devastaciones de los piratas
- 518. Ponson du Terrail, Pierre Alexis de: La resurreccion de rocambole 1
- 519. Ponson du Terrail, Pierre Alexis de: La resurreccion de rocambole 2
- 520. Lafragua, José María: La ciudad de mexico
- 521. Fernández de Navarrete, Martín: Viajes de Colón
- 522. Boissier, Gaston: Ciceron y sus amigos. Estudio de la sociedad romana
- 523. Unamuno, Miguel de: Antologia poetica
- 524. Chateaubriand, R.: Atala: René: El último abencerraje: Páginas autobiográficas
- 525. Sue, Eugenio: Los misterios de paris i
- 526. Sue, Eugenio: Los misterios de paris ii
- 527. Navarro Villoslada, Francisco: Amaya o los vascos en el siglo viii
- 528. Zévaco, Miguel: Los pardaillan[72] 1
- 529. Zévaco, Miguel: Los Pardaillan 2
- 530. Zévaco, Miguel: Los Pardaillan 3
- 531. Zévaco, Miguel: Los Pardaillan 4
- 532. Zévaco, Miguel: Los Pardaillan 5
- 533. Salgari, Emilio: Los mineros de Alaska. Los pescadores de ballenas
- 534. Frias, Heriberto: Episodios militares mexicanos
- 535. Salgari, Emilio: La campana de plata. Los hijos del aire
- 536. Salgari, Emilio: El desierto de fuego. Los bandidos del Sahara
- 537. Salgari, Emilio: Los ultimos filibusteros
- 538. Salgari, Emilio: Los misterios de la selva. La costa marfil
- 539. Verne, Julio: Norte contra sur
- 540. Salgari, Emilio: La favorita del mahadi. El profeta del sudan
- 541. Verne, Julio: Las aventuras del capitan hatteras. Los ingleses en el polo norte
- 542. Salgari, Emilio: El capitan de la D'jumma. La montaña de la luz
- 543. Verne, Julio: El pais de las pieles
- 544. Salgari, Emilio: El hijo del corsario rojo
- 545. Korolenko, Vladimir Galaktionovich: El sueño de Makar. Malas compañías. El clamor del bosque. El músico ciego y otros relatos
- 546. Zavala, Silvio:[73] Recuerdo de vasco de quiroga
- 547. Salgari, Emilio: La perla roja. Los pescadores de perlas
- 548. Zévaco, Miguel: Los Pardaillan 6
- 549. Lagerlöf, Selma: El carretero de la muerte. El esclavo de su finca y otras narraciones
- 550. Trape, Agostino: San Agustin, el hombre, el pastor, el mistico
- 551. Verne, Julio: Keraban el testarudo
- 552. Verne, Julio: Matias sandorf
- 553. Salgari, Emilio: En el mar de las perlas. La perla del rio rojo
- 554. Salgari, Emilio: Los misterios de la india
- 555. Zévaco, Miguel: Los Pardaillan 7
- 556. Zévaco, Miguel: Los Pardaillan 8
- 557. Peza, Juan de Dios:[74] Leyendas historicas, tradicionales y fantasticas de las calles de mex
- 558. Zévaco, Miguel: Lor pardaillan 9
- 559. Salgari, Emilio: Los horrores de filipinas
- 560. Salgari, Emilio: Flor de perlas. Los cazadores de cabezas
- 561. Salgari, Emilio: Las hijas de los farahones. El sacerdote de pahtah
- 562. Salgari, Emilio: Los piratas de las bermudas. Dos abordajes
- 563. Salgari, Emilio: Nuevas aventuras de cabeza de piedra. El castillo de monte claro
- 564. González, Carlos Ignacio: Pobreza y riqueza en obras selectas del cristianismo primitivo
- 565. Maugham, William Somerset: Cosmopolitas. La miselanea de siempre
- 566. López de Gómara, Francisco: Historia de la conquista de mexico
- 567. Salgari, Emilio: La capitana del yucatan. La heroina del puerto arturo
- 568. González Obregón, Luis:[75] Las calles de mexico
- 569. Verne, Julio: El Archipiélago de Fuego; Clovis Dardentor; De Glasgow a Charleston; Una invernada entre los hielos
- 570. Verne, Julio: Los amotinados de La Bounty. Mistress Branican
- 571. Verne, Julio: Un drama en México. Aventuras de tres rusos y tres ingleses en el Africa Austral. Claudio Bombarnac
- 572. Leopoldo Alas, "Clarin": Su único hijo. Doña Berta. Cuervo. Superchería
- 573. Mateos, Juan Antonio: Los insurgentes
- 574. López Soler, Ramón: Los bandos de Castilla: el caballero del cisne
- 575. Verne, Julio: Cersar cascabel
- 576. Cabeza de Vaca, Álvar Núñez: Naufragios y comentarios
- 577. Pascal, Blas: Pensamientos y otros escritos
- 578. Cervantes, M.: Don Quijote de la Mancha. Edicion abreviada
- 579. Salgari, Emilio: Un drama en el oceano pacifico. Los solitarios del oceano
- 580. Baroja, Pio: Desde la ultima vuelta del camino: memorias. El escritor segun el y segun los criticos – Familia, infancia y juventud
- 581. Baroja, Pio: Desde la ultima vuelta del camino: memorias. Final del siglo XIX y principios del XX.
- 582. Baroja, Pio: Desde la ultima vuelta del camino: memorias. La intuicion y el estilo – Bagatelas de otono
- 583. Salgari, Emilio: Al polo norte; A bordo del "Taimyr"
- 584. La Bruyere, Juan de: Los caracteres. Precedidos de los caracteres de teofrasto
- 585. Salgari, Emilio: El continente misterioso. El esclavo de madagascar
- 586. Hugo, Victor: Noventa y tres
- 587. Huxley, Aldous: Un mundo feliz. Retorno a un mundo feliz
- 588. Munthe, Axel: La historia de San Michele (The Story of San Michele)
- 589. Zweig, Stefan: Impaciencia del corazon (Ungeduld des Herzens)
- 590. Bergson, Henry: Las fuentes de la moral y la religion
- 591. Turner, John K.: México bárbaro[76]
- 592. Baroja, Pio: Las inquietudes de shanti andia
- 593. Feijoo, Benito Jerónimo: Obras escojidas (Ausgewählte Werke)
- 594. Peza, Juan de Dios:[77] Memorias. Reliquias. retratos
- 595. Llull, Ramon: Blanquerna. El doctor iluminado
- 596. Emerson, Ralph W.: Ensayos (Essays)
- 597. Renan, Ernesto: Marco Aurelio y el fin del mundo antiguo (Mark Aurel und das Ende der antiken Welt)
- 598. Kuprin, Alejandro: El desafio
- 599. Heine, Enrique: Alemania. Cuadros de viaje
- 600. Montaigne, Michel de: Ensayos completos

### 601–700
- 601. Dumas, Alejandro: Mil y un fantasmas[78] (Les Mille et Un Fantômes)
- 602. Evangelios apocrifos (Apokryphe Evangelien)
- 603. Schowb, Marcel: Vidas imaginarias. La cruzada de los niños.
- 604. Covarrubias, Juan Díaz:[79] Gil Gómez el insurgente o la hija del médico
- 605. Payno, Manuel: El hombre de la situacion. Retratos historicos. Moctezuma II
- 606. Burgos, Fernando: Antologia del cuento hispanoamericano (Anthologie hispanoamerikanischer Geschichten)
- 607. Hesse, Hermann: El lobo estepario. Relatos autobiograficos
- 608. Furmanov, Dimitri: Chapaev
- 609. Alencar, José Martiniano de: El Guaraní (novela indigenista brasileña)
- 610. Taracena, Alfonso:[80] La verdadera revolucion mexicana 1901–1911 (Die wahre mexikanische Revolution 1901–1911)
- 611. Taracena, Alfonso: La verdadera revolucion mexicana 1912–1914 (Die wahre mexikanische Revolution 1912–1914)
- 612. Taracena, Alfonso: La verdadera revolucion mexicana 1915–1917 (Die wahre mexikanische Revolution 1915–1917)
- 613. Taracena, Alfonso: La verdadera revolucion mexicana 1918–1921 (Die wahre mexikanische Revolution 1918–1921)
- 614. Taracena, Alfonso: La verdadera revolucion mexicana 1922–1924 (Die wahre mexikanische Revolution 1922–1924)
- 615. Taracena, Alfonso: La verdadera revolucion mexicana 1925–1927 (Die wahre mexikanische Revolution 1925–1927)
- 616. Taracena, Alfonso: La verdadera revolucion mexicana 1928–1929 (Die wahre mexikanische Revolution 1928–1929)
- 617. Taracena, Alfonso: La verdadera revolucion mexicana 1930–1931 (Die wahre mexikanische Revolution 1930–1931)
- 618. Taracena, Alfonso: La verdadera revolucion mexicana 1932–1934 (Die wahre mexikanische Revolution 1932–1934)
- 619. Taracena, Alfonso: La verdadera revolucion mexicana 1935–1936 (Die wahre mexikanische Revolution 1935–1936)
- 620. Taracena, Alfonso: La verdadera revolucion mexicana 1937–1940 (Die wahre mexikanische Revolution 1937–1940)
- 621. García Morente, Manuel: Estudios y ensayos (Studien und Essays)
- 622. Payno, Manuel: Novelas cortas
- 623. Chaucer, Geoffrey: Cuentos de Canterbury (Die Canterbury-Erzählungen)
- 624. Capellán, Andrés el: Tratado del amor cortés[81]
- 625. Babel, Isaak Emmanuilovich: Caballería roja. Cuentos de Odesa (Die Reiterarmee. Geschichten aus Odessa)
- 626. Garibay K.: Historia de la literatura nahuatl (Geschichte der Nahuatl-Literatur)
- 627. Gogol, Nikolai V.: Novelas breves petersburguesas (Diario de un loco – La nariz – El capote – El retrato – El carruaje – La perspectiva nevski) (Petersburger Erzählungen)
- 628. Sue, Eugenio: El judio errante 1-2[82] (Le Juif errant)
- 629. Sue, Eugenio: El judio errante 1-2 (Le Juif errant)
- 630. Hesse, Herman: Demian. Siddhartha
- 631. Hawthorne, Nathaniel: La letra escarlata (Der scharlachrote Buchstabe)
- 632. Lessing Gotthold E.: Laocoonte (Laokoon)
- 633. Chejov, Anton: Novelas cortas: Mi vida – La sala numero seis – En el barranco – Campesinos – Un asesinato – Una historia aburrida (Kurze Romane)
- 634. Kleist, Heinrich von: Michael Kohlhaas y otras narraciones (Michael Kohlhaas und andere Erzählungen)
- 635. Varios: Antologia de cuentos de misterio y terror (Introducción / Ilán Stavans – La tercera orilla del río / João Guimarães Rosa – La puerta condenada / Julio Cortázar – El corazón revelador / Edgar Allan Poe – Un sueño / Iván Turgueniev – Rodrigo o La torre encantada / Marqués de Sade – Ante la ley / Franz Kafka – Un viaje, o, El mago inmortal / Adolfo Bioy Casares – La hormiga argentina / Italo Calvino – Una cena muy original / Fernando Pessoa – La aparición del Mrs. Veal / Daniel Defoe – Luvina / Juan Rulfo – La posada del mal hospedaje / Lope de Vega – La ciudad sin nombre / H. P. Lovecraft – El joven Goodman Brown / Nathaniel Hawthorne – La mano encantada / Gérard de Nerval – Los constructores de puentes / Rudyard Kipling – La nariz / Nikolai Gogol – Una extraña entrevista / Charles Dickens – La noche / Guy de Maupassant – La mujer alta / Pedro Antonio de Alarcón – Tres pesadillas / Ilán Stavans – La casa del juez / Bram Stoker – La larva / Rubén Darío – El almohadón de plumas / Horacio Quiroga – El desconocido / Ambrose Bierce – Una salita cerca de la Calle Edgware / Graham Greene – En el bosque / Ryunosuke Agutagawa – El diablo en la botella / Robert Louis Stevenson – La cena / Alfonso Reyes – La pata de mono / W. W. Jacobs – El evangelio según Marcos / Jorge Luis Borges – Los amigos de los amigos / Henry James – La historia según Pao Cheng / Salvador Elizondo – En el insomnio / Virgilio Piñera – El cocodrilo / Felisberto Hernández – La necrófila / Felipe Alfau[83] – El pais de los ciegos / H. G. Wells – El secreto / Lafcadio Hearn)
- 636. Anfreyev, L.: Los siete ahorcados. Saschka Yegulev (Die sieben Gehenkten)
- 637. Kruif Paul de: Los cazadores de microbios
- 638. Arrillaga Torrens, Rafael: Grandeza y decadencia de España en el siglo XVI (Größe und Dekadenz Spaniens im 16. Jahrhundert)
- 639. Assis, Joaquim Maria Machado de: El alienista y otros cuentos
- 640. Carballo, Emanuel:[84] Protagonistas de la literatura mexicana (Protagonisten der mexikanischen Literatur)
- 641. Fichte, Johann Gottlieb: El destino del hombre: introducciones a la teoría de la ciencia
- 642. Maupassant, Guy de: Bel-ami (Bel-Ami)
- 643. Cellini, Benvenuto: Autobiografia (Autobiographie)
- 644. Papini, Giovanni: Los operarios de la viña y otros ensayos
- 645. Santayana, George: Tres poetas filósofos: Lucrecio, Dante, Goethe
- 646. Quevedo, Francisco de: Poesia
- 647. Taine, Hipólito: Filosofia del arte (Philosophie der Kunst)
- 648. Dickens, Carlos: Almacén de antiguedades[85] (The Old Curiosity Shop)
- 649. Bainville, Jacques: Napoleón. El hombre del mundo
- 650. Daniel-Rops, Henri: Jesús en su tiempo (Jesus und seine Zeit)
- 651. Stavans, Illan: Cuentistas judíos (Jüdische Erzähler) (Introducción: Memoria y literatura / Ilán Stavans – Sábado / Mendele Moijer Sforim – La calle de los cocodrilos / Bruno Schultz – Kity / Aarón Appelfeld – Mar Abramowitz / Víctor Perera[86] – Ante la ley / Franz Kafka – Los cabalistas / Itzjok Leibush Peretz – El hijo del rabí / Reb Nachman de Bratzlav – Perros y libros / Danilo Kis – Cuentos para niños / Sholem Aleichem – la circuncisión / Isaac Goldemberg[87] – En una noche de carnaval / Sholem Ash – Nómades y áspid / Amos Oz – La pasión según San Martín / Gerardo Mario Goloboff – La expedición nocturna a Iatir / A. B. Yehoshua – El beso / Lamed Shapiro[88] – El pañuelo / Shmuel Yosef Agnon – Las muertes de mi padre / Yehuda Amichai – Umbertino / Italo Svevo – Yentl / Isaac Bashevis Singer – La verdad flotante / Grace Paley – Cartas marcadas / Mario Szichman – La invención de la memoria / Ilán Stavans – Historia de mi palomar / Isaac Babel – Las bodas de camacho / Alberto Gerchunoff – La conexión Bellarosa / Saúl Bellow – A merced de una corriente salvaje / Henry Roth – Máscara / Ariel Dorfman – Botellas / Alcina Lubitch Domecq[89] – El chal / Cynthia Ozic – La oreja de Van Gogh / Moacyr Scliar – Violín de fango / Isidoro Blaisten – Tristezas de la pieza de hotel / Germán Rozenmacher)
- 652. Marqués de Santillana: Poesia
- 653. Migallón, Fernando Serrano: El grito de independencia. Historia de una pasion nacional
- 654. Frank, Anne: Diario (Tagebuch)
- 655. Sand, George: Historia de mi vida (Die Geschichte meines Lebens)
- 656. Kafka, Franz: Carta al padre y otros relatos
- 657. Vega, Lope de: Poesia lirica
- 658. Migallón, Fernando Serrano: Toma de posesión: el rito del poder
- 659. Sainte-Beuve: Retratos literarios (Literarische Porträts)
- 660. Vasari, Giorgio: Vidas de grandes artistas (Le Vite)
- 661. Appendini, Gpe.: Leyendas de provincia (Legenden der Provinz)
- 662. Cronin, A. J.: Las llaves del reino
- 663. Cronin, A. J.: La ciudadela
- 664. Mann, Thomas: La montaña magica (Der Zauberberg)
- 665. Maugham, William Somerset: Servidumbre humana
- 666. Berler, Beatrice: La conquista de México: versión abreviada de la Historia de William H. Prescott
- 667. Buck, Pearl S.: La buena tierra (Die gute Erde)
- 668. Canella y Secades, Fermín: Historia de Llanes y su concejo
- 669. Remarque, Eirch Maria: Sin novedad en el frente
- 670. Farías, Valentín Gómez: Valentín Gómez Farías. Santos Degollado
- 671. Locke, John: Ensayo sobre el gobierno civil
- 672. Wassermann, Jakob: El hombrecillo de los gansos
- 673. Serrano Migallón, Fernando: Isidro fabela y la diplomacia mexicana
- 674. Appendini, Gpe.: Refranes populares de mexico
- 675. Avitia Hernández: Corrido histórico mexicano 1 1810–1910
- 676. Avitia Hernández: Corrido histórico mexicano 2 1910–1916
- 677. Avitia Hernández: Corrido histórico mexicano 3 1916–1924
- 678. Avitia Hernández: Corrido histórico mexicano 4 1924–1936
- 679. Avitia Hernández: Corrido histórico mexicano 5 1936–1985
- 680. Garcia Icazbalceta: Biografias y estudios
- 681. Zorrilla, José: Recuerdos del tiempo viejo
- 682. Iguiniz, Juan B.: El libro: Epítome de bibliología
- 683. Zweig, Stefan: Maria Antonieta
- 684. Steinbeck, John: Las uvas de la ira
- 685. Waltari, Mika: Sinhue, el egipcio
- 686. Hesse, Hermann: Bajo la rueda. Klein y Wagner. El último verano de Klingsor (Unterm Rad. Klein und Wagner. Klingsors letzter Sommer)
- 687. Shelley, Mary: Frankenstein (Frankenstein)
- 688. Hemingway, E.: El viejo y el mar; las nieves del kilimanyaro; la vida breve y feliz de Francis Macomber
- 689. Zweig, Stefan: Fouche, el genio tenebroso
- 690. Zweig, Stefan: Momentos estelares de la humanidad. Nuevos momentos estelares
- 691. Wells, H. G.: Breve historia del mundo (The Outline of History)
- 692. Woolf, Virginia: Al faro
- 693. Greene, Graham: El poder y la gloria. Caminos sin ley
- 694. Van Der Meersch, Maxence: Cuerpos y almas
- 695. Escudero, Ángel: El duelo en México (Das Duell in Mexiko)[90]
- 696. Zweig, Stefan: Veinticuatro horas en la vida de una mujer. Carta a una desconocida
- 697. Maugham, William Somerset: La luna y seis peniques (The Moon and Sixpence)
- 698. Maugham, William Somerset: El filo de la navaja (The razor’s edge)
- 699. Wells, H. G.: La guerra de los mundos. La maquina del tiempo
- 700. Nietzsche, F.: El origen de la tregedia

### 701–
- 701. Azorín: Los pueblos. La ruta de Don Quijote. España. Castilla
- 702. Azorín: Lecturas españolas. Clasicos modernos. Al margen de los clasicos
- 703. Locke, John: Ensayos sobre el entendimiento humano
- 704. Novo, Salvador: Historia y leyenda de Coyoacán
- 705. Blasco, Ibañez: La barraca. Cañas de barro
- 706. Garibay K.: Llave del nahuatl
- 707. Orwell, George: Rebelion en la granja. 1984
- 708. Corneille: Tragedias: Medea. El cid. Horacio. Cinna
- 709. Merton, Thomas: La montaña de los siete circulos (Der Berg der sieben Stufen)
- 710. Wast, Hugo: Don Bosco y su tiempo (Don Bosco und seine Zeit)
- 711. Valle-Arizpe: Cuentos del mexico antiguo. Historias de vivos y muertos
- 712. Gelio, Aulo: Noches aticas (Noctes Atticae)
- 713. Neruda, Pablo: 20 poemas de amor y una canción desesperada[91]
- 714. Dario, Ruben: Autobiografia. España contemporanea
- 715. Aristoteles: Arte poetica. Arte retorica
- 716. Appendini, Gpe.: Refranes y aforismos mexicanos
- 717. Valle-Arizpe, Artemio de:[92] Virreyes y virreinas de la Nueva España
- 718. Larreta, Enrique: La gloria de don ramiro (una vida en tiempos de Felipe II)
- 719. Vasconcelos, José: La raza cosmica (Die kosmische Rasse)
- 720. Stevenson, R. L.: El extraño caso del Dr. Jekyll y Mr. Hyde (Der seltsame Fall des Dr. Jekyll und Mr. Hyde)
- 721. Sierra, Justo: Viajes. En tierra yankee. En la europa latina
- 722. Ibargüengoita, Antonio: Filósofos mexicanos del siglo XX (Mexikanische Philosophen des 20. Jahrhunderts)
- 723. Zavala Villagomez: Filosofía de la revolución mexicana en la obra de José Vasconcelos (Philosophie der mexikanischen Revolution in der Arbeit von José Vasconcelos)
- 724. García Pérez, Rafael D.: Reforma y resistencia: Manuel de Flon y la intendencia de Puebla (Reform und Widerstand)
- 725. Chesterton, G. K.: El hombre que fue jueves. Pesadilla
- 726. Moravia, Alberto: Cuentos romanos: la novela y el cuento
- 727. Zweig, Stefan: Tres maestros. Balzac. Dickens. Dostoievski
- 728. Dostoievski, F.: Demonios (Die Dämonen)
- 729. Balzac, Honorato: Iluciones perdidas
- 730. Vasconcelos, Jose: Ulises criollo
- 731. Valle-Arizpe, Artemio de: El canillitas
- 732. Márquez Sterling, Manuel: Los últimos días del presidente Madero
- 733. Sartre, Jean Paul: El existencialismo es un humanismo
- 734. Conrad, Joseph: El negro del "narcissus"
- 735. Renán, Ernesto: Recuerdos de infancia y de juventud (Erinnerungen an Kindheit und Jugend)
- 736. Freud, Sigmund: Introducción al psicoanálisis (Einführung in die Psychoanalyse)
- 737. Papini, Giovanni: El diablo (Der Teufel)
- 738. Torres Villarroel: Vida. ascendencia. Nacimiento. Crianza y Aventura
- 739. Rivero del Val: Entre las patas de los caballos
- 740. Manuel Ortuño Martínez: Xavier Mina: fronteras de libertad
- 741. Romero Salinas: La pastorela y el diablo en México
- 742. Collins, Wilkie: La dama de blanco (Die Frau in Weiß)
- 743. Appendini, Gpe.: Leyendas del sureste (Legenden aus dem Südosten)